# 2020년 하계 올림픽 북마케도니아 선수단
2020년 하계 올림픽 북마케도니아 선수단은 2021년 일본 도쿄에서 열린 2020년 하계 올림픽에 참가한 올림픽 북마케도니아 선수단이다.
북마케도니아는 2020년 도쿄 하계 올림픽에 출전했다. 원래 2020년 7월 24일부터 8월 9일까지 열릴 예정이었던 올림픽은 코로나19 범유행으로 인해 2021년 7월 23일부터 8월 8일로 연기되었다. 이는 북마케도니아가 하계 올림픽에 7회 연속 출전한 것이며, 이 국가의 새 이름으로 출전한 첫 번째 사건이었다. 북마케도니아는 태권도 남자 +80kg 종목에서 데얀 게오르기에프스키가 획득한 사상 첫 은메달을 획득했으며, 이전에는 동메달만 획득한 국가였다.

## 출전 선수
| 종목   | 남자 | 여자 | 전체 |
| ------ | ---- | ---- | ---- |
| 육상   | 1    | 0    | 1    |
| 유도   | 0    | 1    | 1    |
| 가라테 | 0    | 1    | 1    |
| 사격   | 1    | 0    | 1    |
| 수영   | 1    | 1    | 2    |
| 태권도 | 1    | 0    | 1    |
| 레슬링 | 1    | 0    | 1    |
| 전체   | 5    | 3    | 8    |

## 같이 보기
- 올림픽 북마케도니아 선수단